# Code de procédure pénale (Allemagne)
Pour les articles homonymes, voir Code de procédure pénale.
Lire en ligne

(de) Texte du StPO

Le Code de procédure pénale allemand (Strafprozessordnung, StPO) est un ensemble de textes de loi qui contient les règles de fonctionnement de la procédure pénale. Il fait partie du droit pénal formel alors que le droit pénal matériel est principalement régie par le Code pénal.

## Contenu
Le Code de procédure pénale est adopté dans sa forme originelle le 1er février 1877. Des règles spécifiques établissent également la victime d'un crime, des formes particulières de procédure (procédures de sauvegarde, pénale, procédure accélérée, etc.) et des sanctions pénales ainsi que les registres de procédures du procureur général.
Le Code de procédure pénale lie les autorités publiques dans l'enquête sur les crimes. Le Code de procédure pénale est une loi fédérale.

## Application
Le champ d'application du Code de procédure pénale est le territoire de la République fédérale d'Allemagne, tous les 16 Länder, mais aussi les eaux territoriales et l'espace aérien. D'après l'article 10, le Code de procédure pénale est également applicable en dehors de ces zones si l'acte en question est commise sur un navire ou un aéronef qui a un pavillon allemand.

## Textes complémentaires
Le Code de procédure pénale est accompagné par des dispositions de textes de loi judiciaire, des tribunaux pour mineurs, de justice des mineurs, de la loi sur l'entraide internationale en matière pénale, de la loi sur les infractions, le Code fiscal et pour certains actes de procédure, le Code de procédure civile en particulier. On notera notamment l'Abgabenordnung en vigueur, à savoir les lignes directrices pour les sanctions pénales et administratives (RiStBV). La procédure d'exécution pénale et la loi pénitentiaire donnent forme à l'exécution de la peine.

## Histoire
La codification de la procédure pénale du Reich et de la Loi sur l'organisation judiciaire entrent en vigueur le 1er octobre 1879 en même temps que la loi sur la faillite (aujourd'hui loi sur l'insolvabilité) et le Code de procédure civile.